# Catagramma maroma
Catagramma maroma är en fjärilsart som beskrevs av Hans Fruhstorfer 1916. Catagramma maroma ingår i släktet Catagramma och familjen praktfjärilar. Inga underarter finns listade i Catalogue of Life.